# Buddy Carter

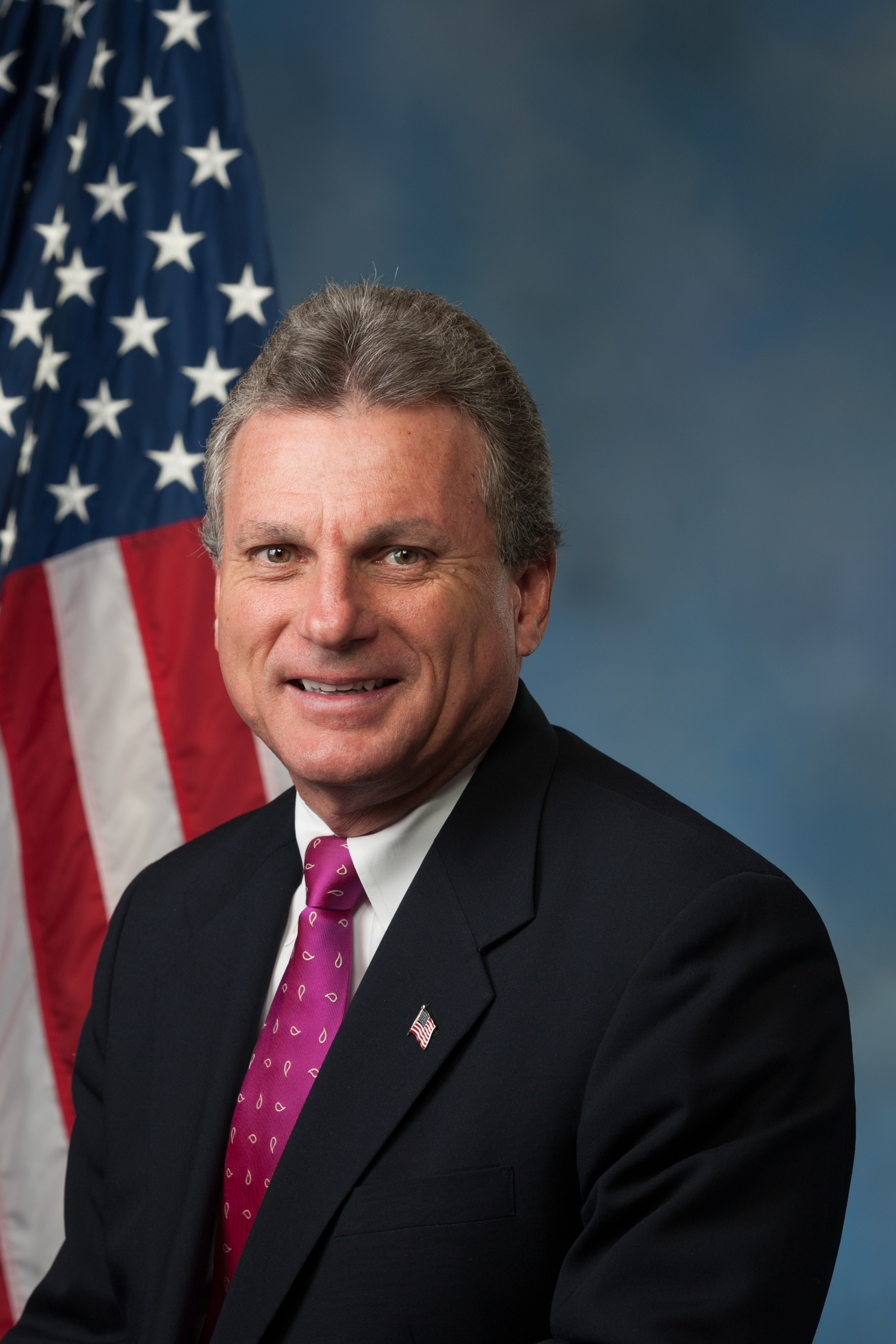
Buddy Carter (2015)

Earl Leroy „Buddy“ Carter (* 6. September 1957 in Port Wentworth, Chatham County, Georgia) ist ein US-amerikanischer Politiker der Republikanischen Partei. Seit 2015 vertritt er den ersten Distrikt des Bundesstaats Georgia im US-Repräsentantenhaus.

## Werdegang
Im Jahr 1975 erlangte Buddy Carter seinen Schulabschluss an der Robert W. Groves High School in Garden City (Georgia). Anschließend studierte er bis 1977 am Young Harris College. Daran schloss sich bis 1980 ein Pharmaziestudium an der University of Georgia in Athens an, welches er mit einem Bachelor of Science in Pharmazie abschloss. In den folgenden Jahren war er in dieser Branche tätig.
Carter ist seit mehr als 40 Jahren mit seiner Frau Amy verheiratet. Das Paar hat drei gemeinsame erwachsene Kinder und lebt privat in Pooler.

## Politik

### Kommunale und Regionale Ebene
1994 und 1995 gehörte Carter dem Gemeinderat von Pooler an. Ab 1996 bis 2004 war er Bürgermeister des Orts. Von 2005 bis 2009 war er Abgeordneter im Repräsentantenhaus von Georgia; von 2009 bis 2014 saß er im dortigen Staatssenat.

### US-Repräsentantenhaus
Bei den Kongresswahlen des Jahres 2014 wurde Carter im ersten Kongresswahlbezirk von Georgia in das US-Repräsentantenhaus gewählt, wo er am 3. Januar 2015 die Nachfolge von Jack Kingston antrat, der nicht mehr kandidiert hatte und in den Vorwahlen seiner Partei für den US-Senat unterlag. In der folgenden Wahl 2016 hatten weder Demokraten noch Republikaner, außer Carter, Kandidaturen in dem sehr konservativen 1. Wahlbezirk angemeldet. Nathan Russo erhielt zwar 0,4 % der Einzelvorschläge, aber Carter war so gewählt. In der Kongresswahl 2018 setzte er sich mit 57,7 % gegen die Demokratin Lisa Ring durch. In der Vorwahl zur Kongresswahl 2020 setzte Carter sich mit 82,2 % gegen zwei Herausforderer durch. In der Hauptwahl bezwang er die Demokratin Joyce Marie Griggs mit 58,3 %.
Die Vorwahl seiner Partei für die Wahlen 2022 am 24. Mai gewann er ohne Gegenkandidaten. Er trat am 8. November 2022 gegen Wade Herring von der Demokratischen Partei an und entschied diese Wahl mit 59,2 % der Stimmen für sich. In den Vorwahlen zur Kongresswahl 2024 hatten weder Buddy Carter, noch die Demokratin Patti Hewitt Gegenkandidaten. In der Hauptwahl erhielt Carter 2024 62 % der Stimmen. Somit ist er im Repräsentantenhaus des 119. Kongresses vertreten, wo seine aktuelle Legislaturperiode bis zum 3. Januar 2027 dauert.
Nachdem der beliebte Gouverneur Brian Kemp es einige Tage zuvor abgelehnt hatte den Demokraten Jon Ossoff in der Senatswahl 2026 herauszufordern, erklärte Carter am 8. Mai 2025, dass er gegen Senator Ossoff antrete wolle. In einem Begleitvideo stellten sich Carter Als Kämpfer für Donald Trumps Politik dar. Die Bevölkerung Georgias habe 2024 überwältigend für Trump gestimmt und verdiene einen Kämpfer für Trump im U.S.-Senat. Einen Tag späterer erklärte die auf dem MAGA-Flügel der Republikanischen Partei populäre Marjorie Taylor Greene, dass sie nicht für die Wahl zum Senat der Vereinigten Staaten antreten werde.

#### Ausschüsse
Er ist aktuell Mitglied in folgenden Ausschüssen des Repräsentantenhauses:
- Committee on Energy and Commerce
  - Communications and Technology
  - Environment, Manufacturing, and Critical Materials
  - Health
- Committee on the Budget

Zuvor war er auch Mitglied des Select Committee on the Climate Crisis.

### Positionen
Carter gehörte zu den Mitgliedern des Repräsentantenhauses, die bei der Auszählung der Wahlmännerstimmen bei der Präsidentschaftswahl 2020 für die Anfechtung des Wahlergebnis stimmten. Präsident Trump hatte wiederholt propagiert, dass es umfangreichen Wahlbetrug gegeben hätte, so dass er sich als Sieger der Wahl sah. Für diese Behauptungen wurden keinerlei glaubhafte Beweise eingebracht. Der Supreme Court wies eine entsprechende Klage mit großer Mehrheit ab, wobei sich auch alle drei von Trump nominierten Richter gegen die Klage stellten.
Am 10. Februar 2025 brachte Carter einen Gesetzentwurf ein, in dem er vorschlägt, Grönland in „Red, White and Blueland“ umzubenennen. Der vorgeschlagene neue Name ist von den Farben der US-amerikanischen Flagge inspiriert.